# Нокмім
Нокмім (івр. הנוקמים — «месники»; іноді «Накам») — єврейська воєнізована організація з 50 осіб, що після Другої світової війни поставила мету помститися німцям за масове вбивство євреїв (Голокост). Організація знищувала німців і планувала та здійснювала масові акції відплати. Організація в різних джерелах фігурує під різними оцінками її діяльності; безумовно, дії Нокмім були актами помсти, які порушували законодавство країн, на території яких вони їх вчиняли.

## Історія організації
Організація була створена в 1945 році у місті Бухарест, в дні святкування Песаха. Ідея помститися німцям постала як доповнення до операції «Бриха». Очолив групу Абба Ковнер, який обґрунтував її створення посиланням на псалом 94. У групу входили не тільки ті, хто брав участь у Загонах радянських партизанів, а й бійці єврейської бригади. Є підстави вважати, що члени організації при пошуку колишніх офіцерів і солдатів СС видавали себе за службовців британської військової поліції, мали доступ до службового транспорту, користувалися даними британської розвідки та правом на вільне пересування країнами повоєнної Європи.
До діяльності Нокмім мали відношення Туві Фрідман і, можливо, Хаім Вейцман і Ефраїм Кацір.
Підозрюваних у злочинах, як правило, вивозили для «допиту» та розстрілювали у лісі. Іноді загибель жертв видавалася за нещасний випадок чи самогубство. Зазначається, що часто такі самосуди не узгоджувалися з керівництвом Нокмім і були ініціативою окремих осіб в організації. Відомості про винних не завжди були достатні: так, при пошуку
Адольфа Ейхмана використовували усний опис, а фотографії не було; тому Шимон Авідан, який брав участь у вбивстві гаданого злочинця, говорив, що був впевнений наполовину в правильності впізнання, і після затримання справжнього Ейхмана агентами Моссада визнав помилку. За словами Ісраеля Кармі, члена Нокмім і згодом начальника військової поліції Ізраїлю, група знищила 100 людей. Американський історик Майкл Елкінс оцінює кількість жертв «месників» у 400 осіб.
На рубежі 1945—1946 років група вирішила завдати удару по німецькій нації в цілому, знищивши велику кількість людей — планувалося отруїти водопроводи в Мюнхені, Нюрнбергу, Гамбургу і Франкфурті для вбивства шести мільйонів німців — стільки, скільки євреїв загинуло під час Голокосту.
На очисні споруди вказаних міст було впроваджено членів групи. Є відеозапис 1980-х років, де Ковнер стверджує, що отрута для отруєння водопроводів була отримана від хіміка Хаїма Вейцмана, а хімік Ефраїм Кацір допомагав виготовити цю отруту.
План геноциду німців був зірваний британською військовою поліцією — Ковнер, який мав форму і документи солдата британської армії, заарештований при перевезенні отрути в двох каністрах (офіційне звинувачення — за підробку документів). Немає відомостей про те, чи був арешт випадковістю, чи Ковнера хтось видав, але сам Ковнер до кінця життя залишався упевнений, що його зрадило керівництво ішува. Після того, як Ковнер опинився у в'язниці, його виключили з керівництва операцією «Бріха». Британці підозрювали Ковнера у зв'язках з Лехами, але через три місяці його відпустили. У цей час члени групи, що залишилися на волі, перейшли до запасного плану — отруєння німецьких військовополонених, ув'язнених у в'язницях Нюрнберга і Дахау, миш'як в хлібі. В результаті цього теракту 2283 німецьких військовополонених були отруєні та захворіли, але немає достовірних даних про кількість загиблих: експертна оцінка — 300—400 осіб
.
Звільнившись із в'язниці, Ковнер зібрав членів групи в Палестині, але вже було зрозуміло, що скоро розпочнеться
Війна за незалежність Ізраїлю, тому члени групи приєдналися до Збройних сил Ізраїля, цим самим організація Нокмім перестала існувати.

## Відображення в кіно
Сюжет про єврейську помсту нацистам ліг в основу чорної комедії Квентіна Тарантіно «Безславні виродки».